# Georgios Skouzes
Georgios Skouzes (* 24. Januar 1891 in Athen; † 25. Juli 1973 in Lausanne, Schweiz) war ein griechischer Tennisspieler.

## Biografie
Skouzes war ein Bankier und ein Nachfahre einer prominenten Athener Familie. Sein Vater Alexandros Skouzas war ein Mitglied des griechischen Parlaments und für drei Zeiträume (1895–1897, 1902, 1904–1907) griechischer Außenminister.
Er nahm 1906 am Tenniswettbewerb der Olympischen Zwischenspiele in Athen teil. Einzig im Doppel ging er an den Start, wo Ioannis Ketseas, der spätere Gründer der Internationalen Olympischen Akademie, sein Partner wurde. Sie unterlagen in der Auftaktrunde den Griechen Georgios Simiriotou und Nikolaos Zarifis und schieden aus.